# Volta al País Basc 2011
La Volta al País Basc 2011 és la 51a edició de la Volta al País Basc. La cursa es disputà en sis etapes entre el 4 i el 9 d'abril de 2011, amb inici a Zumarraga i final a Zalla. Aquesta era la vuitena prova de l'UCI World Tour 2011.
La cursa fou guanyada pel ciclista del Team RadioShack Andreas Klöden, que aconseguí el mallot groc de líder per segona vegada, després d'haver guanyat la cursa el 2000, gràcies a la segona posició final en la contrarellotge individual de la darrera etapa. Klöden havia liderat la cursa en acabar la segona etapa. Klöden superà el seu company d'equip Chris Horner per 47 segons, mentre que Robert Gesink (Rabobank ProTeam) completà el podi, també a 47 segons de Klöden.
En les altres classificacions Kloden guanyà el mallot dels punts, Michael Albasini (Team HTC-High Road) la classificació de la muntanya, Bram Tankink (Rabobank ProTeam) les metes volants i el Movistar Team la classificació per equips.

## Equips
Vint equips prenen part a la Volta al País Basc. Als 18 equips ProTeams s'afegeixen dos equips continentals professionals espanyols: el Geox-TMC i el Caja Rural.
| Núm   | Codi | Equip               |
| ----- | ---- | ------------------- |
| 1-8   | RSH  | Team RadioShack     |
| 11-18 | THR  | Team HTC-High Road  |
| 21-28 | RAB  | Rabobank ProTeam    |
| 31-38 | BMC  | BMC Racing Team     |
| 41-48 | SKY  | Team Sky            |
| 51-58 | LAM  | Lampre-ISD          |
| 61-68 | LIQ  | Liquigas-Cannondale |
| 71-78 | OLO  | Omega Pharma-Lotto  |
| 81-88 | GRM  | Garmin-Cervélo      |
| 91-98 | LEO  | Team Leopard-Trek   |

| Núm     | Codi | Equip                 |
| ------- | ---- | --------------------- |
| 101-108 | ALM  | AG2R La Mondiale      |
| 111-118 | EUS  | Euskaltel–Euskadi     |
| 121-128 | KAT  | Team Katusha          |
| 131-138 | MOV  | Movistar Team         |
| 141-148 | VCD  | Vacansoleil-DCM       |
| 151-158 | AST  | Astana Qazaqstan Team |
| 161-168 | SBS  | Saxo Bank-Sungard     |
| 171-178 | QST  | Quick Step            |
| 181-188 | GEO  | Geox-TMC              |
| 191-198 | CJR  | Caja Rural            |

## Etapes
| Etapa    | Data      | Recorregut                | Km       | Vencedor d'etapa          | Líder de la general     |
| -------- | --------- | ------------------------- | -------- | ------------------------- | ----------------------- |
| 1a etapa | 4 d'abril | Zumarraga - Zumarraga     | 151,2 km | Joaquim Rodríguez (CAT)   | Joaquim Rodríguez (CAT) |
| 2a etapa | 5 d'abril | Zumarraga - Lekunberri    | 163 km   | Vassil Kirienka (BLR)     | Andreas Klöden (GER)    |
| 3a etapa | 6 d'abril | Villatuerta - Zuia-Murgia | 180 km   | Aleksandr Vinokúrov (KAZ) | Joaquim Rodríguez (CAT) |
| 4a etapa | 7 d'abril | Amurrio - Eibar           | 179 km   | Samuel Sánchez (ESP)      | Joaquim Rodríguez (CAT) |
| 5a etapa | 8 d'abril | Eibar - Zalla             | 177 km   | Francesco Gavazzi (ITA)   | Joaquim Rodríguez (CAT) |
| 6a etapa | 9 d'abril | Zalla - Zalla (CRI)       | 24 km    | Tony Martin (GER)         | Andreas Klöden (GER)    |

### Etapa 1
4 d'abril de 2011 – Zumarraga - Zumarraga, 151,2 km
|    | Ciclista                 | Equip             | Temps      |
| -- | ------------------------ | ----------------- | ---------- |
| 1  | Joaquim Rodríguez (CAT)  | Team Katusha      | 4h 02' 42" |
| 2  | Samuel Sánchez (ESP)     | Euskaltel–Euskadi | m. t.      |
| 3  | Andreas Klöden (GER)     | Team RadioShack   | m. t.      |
| 4  | Chris Horner (USA)       | Team RadioShack   | + 1"       |
| 5  | Ryder Hesjedal (CAN)     | Garmin-Cervélo    | + 6"       |
| 6  | Damiano Cunego (ITA)     | Lampre-ISD        | + 6"       |
| 7  | David López García (ESP) | Movistar Team     | + 6"       |
| 8  | Robert Gesink (NED)      | Rabobank ProTeam  | + 6"       |
| 9  | Danilo Di Luca (ITA)     | Team Katusha      | + 6"       |
| 10 | Xavier Tondo (CAT)       | Movistar Team     | + 6"       |

|    | Ciclista                 | Equip             | Temps      |
| -- | ------------------------ | ----------------- | ---------- |
| 1  | Joaquim Rodríguez (CAT)  | Team Katusha      | 4h 02' 42" |
| 2  | Samuel Sánchez (ESP)     | Euskaltel–Euskadi | + 0"       |
| 3  | Andreas Klöden (GER)     | Team RadioShack   | + 0"       |
| 4  | Chris Horner (USA)       | Team RadioShack   | + 1"       |
| 5  | Ryder Hesjedal (CAN)     | Garmin-Cervélo    | + 6"       |
| 6  | Damiano Cunego (ITA)     | Lampre-ISD        | + 6"       |
| 7  | David López García (ESP) | Movistar Team     | + 6"       |
| 8  | Robert Gesink (NED)      | Rabobank ProTeam  | + 6"       |
| 9  | Danilo Di Luca (ITA)     | Team Katusha      | + 6"       |
| 10 | Xavier Tondo (CAT)       | Movistar Team     | + 6"       |

### Etapa 2
5 d'abril de 2011 – Zumarraga - Lekunberri, 163 km
|    | Ciclista                    | Equip              | Temps      |
| -- | --------------------------- | ------------------ | ---------- |
| 1  | Vassil Kirienka (BLR)       | Movistar Team      | 4h 06' 39" |
| 2  | Andreas Klöden (GER)        | Team RadioShack    | + 2"       |
| 3  | Andy Schleck (LUX)          | Leopard Trek       | + 2"       |
| 4  | Chris Anker Sørensen (DEN)  | Saxo Bank-Sungard  | + 2"       |
| 5  | Chris Horner (USA)          | Team RadioShack    | + 2"       |
| 6  | Jurgen Van Den Broeck (BEL) | Omega Pharma-Lotto | + 2"       |
| 7  | Ryder Hesjedal (CAN)        | Garmin-Cervélo     | + 2"       |
| 8  | Fränk Schleck (LUX)         | Leopard Trek       | + 2"       |
| 9  | Fabio Duarte (COL)          | Geox-TMC           | + 2"       |
| 10 | Joaquim Rodríguez (CAT)     | Team Katusha       | + 2"       |

|    | Ciclista                 | Equip             | Temps      |
| -- | ------------------------ | ----------------- | ---------- |
| 1  | Andreas Klöden (GER)     | Team RadioShack   | 8h 09' 23" |
| 2  | Joaquim Rodríguez (CAT)  | Team Katusha      | + 0"       |
| 3  | Samuel Sánchez (ESP)     | Euskaltel–Euskadi | + 0"       |
| 4  | Chris Horner (USA)       | Team RadioShack   | + 1"       |
| 5  | Ryder Hesjedal (CAN)     | Garmin-Cervélo    | + 6"       |
| 6  | David López García (ESP) | Movistar Team     | + 6"       |
| 7  | Damiano Cunego (ITA)     | Lampre-ISD        | + 6"       |
| 8  | Xavier Tondo (CAT)       | Movistar Team     | + 6"       |
| 9  | Robert Gesink (NED)      | Rabobank ProTeam  | + 6"       |
| 10 | Beñat Intxausti (ESP)    | Movistar Team     | + 9"       |

### Etapa 3
6 d'abril de 2011 – Villatuerta - Zuia, 180 km
|    | Ciclista                  | Equip                 | Temps      |
| -- | ------------------------- | --------------------- | ---------- |
| 1  | Aleksandr Vinokúrov (KAZ) | Astana Qazaqstan Team | 4h 20' 38" |
| 2  | Óscar Freire (ESP)        | Rabobank ProTeam      | + 8"       |
| 3  | Paul Martens (GER)        | Rabobank ProTeam      | + 8"       |
| 4  | Pim Ligthart (NED)        | Vacansoleil-DCM       | + 8"       |
| 5  | Mickaël Cherel (FRA)      | AG2R La Mondiale      | + 8"       |
| 6  | Egoitz García (ESP)       | Caja Rural            | + 8"       |
| 7  | Francesco Gavazzi (ITA)   | Lampre-ISD            | + 8"       |
| 8  | Chris Horner (USA)        | Team RadioShack       | + 8"       |
| 9  | Damiano Caruso (ITA)      | Liquigas-Cannondale   | + 8"       |
| 10 | Joaquim Rodríguez (CAT)   | Team Katusha          | + 8"       |

|    | Ciclista                 | Equip             | Temps       |
| -- | ------------------------ | ----------------- | ----------- |
| 1  | Joaquim Rodríguez (CAT)  | Team Katusha      | 12h 30' 09" |
| 2  | Andreas Klöden (GER)     | Team RadioShack   | + 0"        |
| 3  | Samuel Sánchez (ESP)     | Euskaltel–Euskadi | + 0"        |
| 4  | Chris Horner (USA)       | Team RadioShack   | + 1"        |
| 5  | Ryder Hesjedal (CAN)     | Garmin-Cervélo    | + 6"        |
| 6  | Xavier Tondo (CAT)       | Movistar Team     | + 6"        |
| 7  | Damiano Cunego (ITA)     | Lampre-ISD        | + 6"        |
| 8  | David López García (ESP) | Movistar Team     | + 6"        |
| 9  | Robert Gesink (NED)      | Rabobank ProTeam  | + 6"        |
| 10 | Beñat Intxausti (ESP)    | Movistar Team     | + 9"        |

### Etapa 4
7 d'abril de 2011 – Amurrio - Eibar, 179 km
|    | Ciclista                  | Equip                 | Temps      |
| -- | ------------------------- | --------------------- | ---------- |
| 1  | Samuel Sánchez (ESP)      | Euskaltel–Euskadi     | 4h 42' 34" |
| 2  | Andreas Klöden (GER)      | Team RadioShack       | m. t.      |
| 3  | Aleksandr Vinokúrov (KAZ) | Astana Qazaqstan Team | m. t.      |
| 4  | Joaquim Rodríguez (CAT)   | Team Katusha          | m. t.      |
| 5  | Ryder Hesjedal (CAN)      | Garmin-Cervélo        | m. t.      |
| 6  | Xavier Tondo (CAT)        | Movistar Team         | m. t.      |
| 7  | Chris Horner (USA)        | Team RadioShack       | m. t.      |
| 8  | Robert Gesink (NED)       | Rabobank ProTeam      | m. t.      |
| 9  | Beñat Intxausti (ESP)     | Movistar Team         | m. t.      |
| 10 | David López García (ESP)  | Movistar Team         | m. t.      |

|    | Ciclista                  | Equip                 | Temps       |
| -- | ------------------------- | --------------------- | ----------- |
| 1  | Joaquim Rodríguez (CAT)   | Team Katusha          | 17h 12' 43" |
| 2  | Andreas Klöden (GER)      | Team RadioShack       | + 0"        |
| 3  | Samuel Sánchez (ESP)      | Euskaltel–Euskadi     | + 0"        |
| 4  | Chris Horner (USA)        | Team RadioShack       | + 1"        |
| 5  | Ryder Hesjedal (CAN)      | Garmin-Cervélo        | + 6"        |
| 6  | Xavier Tondo (CAT)        | Movistar Team         | + 6"        |
| 7  | Robert Gesink (NED)       | Rabobank ProTeam      | + 6"        |
| 8  | David López García (ESP)  | Movistar Team         | + 6"        |
| 9  | Beñat Intxausti (ESP)     | Movistar Team         | + 9"        |
| 10 | Aleksandr Vinokúrov (KAZ) | Astana Qazaqstan Team | + 10"       |

### Etapa 5
8 d'abril de 2011 – Eibar - Zalla, 177 km
|    | Ciclista                 | Equip               | Temps      |
| -- | ------------------------ | ------------------- | ---------- |
| 1  | Francesco Gavazzi (ITA)  | Lampre-ISD          | 4h 27' 03" |
| 2  | Kristof Vandewalle (BEL) | Quick Step          | m. t.      |
| 3  | John Gadret (FRA)        | AG2R La Mondiale    | m. t.      |
| 4  | Pim Ligthart (NED)       | Vacansoleil-DCM     | m. t.      |
| 5  | Egoitz García (ESP)      | Caja Rural          | m. t.      |
| 6  | Vassil Kirienka (BLR)    | Movistar Team       | m. t.      |
| 7  | Ryder Hesjedal (CAN)     | Garmin-Cervélo      | m. t.      |
| 8  | Damiano Caruso (ITA)     | Liquigas-Cannondale | m. t.      |
| 9  | Chris Horner (USA)       | Team RadioShack     | m. t.      |
| 10 | Samuel Sánchez (ESP)     | Euskaltel–Euskadi   | m. t.      |

|    | Ciclista                  | Equip                 | Temps       |
| -- | ------------------------- | --------------------- | ----------- |
| 1  | Joaquim Rodríguez (CAT)   | Team Katusha          | 21h 39' 46" |
| 2  | Andreas Klöden (GER)      | Team RadioShack       | + 0"        |
| 3  | Samuel Sánchez (ESP)      | Euskaltel–Euskadi     | + 0"        |
| 4  | Chris Horner (USA)        | Team RadioShack       | + 1"        |
| 5  | Ryder Hesjedal (CAN)      | Garmin-Cervélo        | + 6"        |
| 6  | Xavier Tondo (CAT)        | Movistar Team         | + 6"        |
| 7  | David López García (ESP)  | Movistar Team         | + 6"        |
| 8  | Robert Gesink (NED)       | Rabobank ProTeam      | + 6"        |
| 9  | Beñat Intxausti (ESP)     | Movistar Team         | + 9"        |
| 10 | Aleksandr Vinokúrov (KAZ) | Astana Qazaqstan Team | + 10"       |

### Etapa 6
9 d'abril de 2011 – Zalla - Zalla, 24 km (CRI)
|    | Ciclista              | Equip              | Temps    |
| -- | --------------------- | ------------------ | -------- |
| 1  | Tony Martin (GER)     | Team HTC-High Road | 32' 16"  |
| 2  | Andreas Klöden (GER)  | Team RadioShack    | + 9"     |
| 3  | Marco Pinotti (ITA)   | Team HTC-High Road | + 24"    |
| 4  | Jakob Fuglsang (DEN)  | Leopard Trek       | + 29"    |
| 5  | Andrew Talansky (USA) | Garmin-Cervélo     | + 42"    |
| 6  | Maxime Monfort (BEL)  | Leopard Trek       | + 48"    |
| 7  | Robert Gesink (NED)   | Rabobank ProTeam   | + 50"    |
| 8  | Richie Porte (AUS)    | Saxo Bank-Sungard  | + 53"    |
| 9  | Chris Horner (USA)    | Team RadioShack    | + 55"    |
| 10 | Vassil Kirienka (BLR) | Movistar Team      | + 1' 00" |

|    | Ciclista                  | Equip                 | Temps       |
| -- | ------------------------- | --------------------- | ----------- |
| 1  | Andreas Klöden (GER)      | Team RadioShack       | 22h 12' 11" |
| 2  | Chris Horner (USA)        | Team RadioShack       | + 47"       |
| 3  | Robert Gesink (NED)       | Rabobank ProTeam      | + 47"       |
| 4  | Beñat Intxausti (ESP)     | Movistar Team         | + 1' 03"    |
| 5  | Xavier Tondo (CAT)        | Movistar Team         | + 1' 03"    |
| 6  | Samuel Sánchez (ESP)      | Euskaltel–Euskadi     | + 1' 08"    |
| 7  | David López García (ESP)  | Movistar Team         | + 1' 28"    |
| 8  | Aleksandr Vinokúrov (KAZ) | Astana Qazaqstan Team | + 1' 31"    |
| 9  | Ryder Hesjedal (CAN)      | Garmin-Cervélo        | + 1' 49"    |
| 10 | Vassil Kirienka (BLR)     | Movistar Team         | + 1' 54"    |

## Classificacions finals

### Classificació general
|    | Ciclista                  | Equip                 | Temps       |
| -- | ------------------------- | --------------------- | ----------- |
| 1  | Andreas Klöden (GER)      | Team RadioShack       | 22h 12' 11" |
| 2  | Chris Horner (USA)        | Team RadioShack       | + 47"       |
| 3  | Robert Gesink (NED)       | Rabobank ProTeam      | + 47"       |
| 4  | Beñat Intxausti (ESP)     | Movistar Team         | + 1' 03"    |
| 5  | Xavier Tondo (CAT)        | Movistar Team         | + 1' 03"    |
| 6  | Samuel Sánchez (ESP)      | Euskaltel–Euskadi     | + 1' 08"    |
| 7  | David López García (ESP)  | Movistar Team         | + 1' 28"    |
| 8  | Aleksandr Vinokúrov (KAZ) | Astana Qazaqstan Team | + 1' 31"    |
| 9  | Ryder Hesjedal (CAN)      | Garmin-Cervélo        | + 1' 49"    |
| 10 | Vassil Kirienka (BLR)     | Movistar Team         | + 1' 54"    |

|   | Ciclista                      | Equip              | Punts |
| - | ----------------------------- | ------------------ | ----- |
| 1 | Michael Albasini (SUI)        | Team HTC-High Road | 58    |
| 2 | Amaël Moinard (FRA)           | BMC Racing Team    | 30    |
| 3 | Julián Sánchez Pimienta (ESP) | Caja Rural         | 24    |

|   | Ciclista             | Equip             | Punts |
| - | -------------------- | ----------------- | ----- |
| 1 | Andreas Klöden (GER) | Team RadioShack   | 78    |
| 2 | Samuel Sánchez (ESP) | Euskaltel–Euskadi | 59    |
| 3 | Chris Horner (USA)   | Team RadioShack   | 57    |

|   | Ciclista            | Equip            | Punts |
| - | ------------------- | ---------------- | ----- |
| 1 | Bram Tankink (NED)  | Rabobank ProTeam | 13    |
| 2 | Maksim Belkov (RUS) | Vacansoleil-DCM  | 9     |
| 3 | Amaël Moinard (FRA) | BMC Racing Team  | 9     |

|   | Equip            | País          | Temps       |
| - | ---------------- | ------------- | ----------- |
| 1 | Movistar Team    | Espanya       | 66h 39' 34" |
| 2 | Team RadioShack  | Estats Units  | + 5' 24"    |
| 3 | Rabobank ProTeam | Països Baixos | + 6' 18"    |

## Evolució de les classificacions
| Etapa (Vencedor)               | Classificació general | Classificació per punts | Classificació de la muntanya | Classificació dels esprint | Classificació per equips |
| ------------------------------ | --------------------- | ----------------------- | ---------------------------- | -------------------------- | ------------------------ |
| 1a etapa (Joaquim Rodríguez)   | Joaquim Rodríguez     | Joaquim Rodríguez       | Mathieu Perget               | Bram Tankink               | Movistar Team            |
| 2a etapa (Vassil Kirienka)     | Andreas Klöden        | Andreas Klöden          | Maksim Iglinski              | Bram Tankink               | Movistar Team            |
| 3a etapa (Aleksandr Vinokúrov) | Joaquim Rodríguez     | Joaquim Rodríguez       | Amaël Moinard                | Bram Tankink               | Movistar Team            |
| 4a etapa (Samuel Sánchez)      | Joaquim Rodríguez     | Andreas Klöden          | Michael Albasini             | Bram Tankink               | Movistar Team            |
| 5a etapa (Francesco Gavazzi)   | Joaquim Rodríguez     | Andreas Klöden          | Michael Albasini             | Bram Tankink               | Movistar Team            |
| 6a etapa (Tony Martin)         | Andreas Klöden        | Andreas Klöden          | Michael Albasini             | Bram Tankink               | Movistar Team            |
| Final                          | Andreas Klöden        | Andreas Klöden          | Michael Albasini             | Bram Tankink               | Movistar Team            |